# Rhétorique (Aristote)
Pour les articles homonymes, voir Rhétorique (homonymie).
La Rhétorique est un ouvrage du philosophe grec Aristote, composé probablement entre -329 et -323, traitant de l’art oratoire (ou rhêtoriké tekhnê), c'est-à-dire de « l'apprentissage de la capacité de discerner dans chaque cas ce qui est potentiellement persuasif ». Il est divisé en trois livres : le premier est consacré à la définition et au fonctionnement de la rhétorique, le second à la psychologie des locuteurs, et le dernier aux effets de style.

## Place de laRhétoriquedans l'œuvre d'Aristote
La Rhétorique ne peut se comprendre que par rapport à la logique exposée dans l’Organon. La rhétorique use des mêmes moyens que ceux de la logique, mais au lieu d'argumenter sur des vérités ou des postulats scientifiques, elle argumente, usant des mêmes méthodes, sur des opinions, des vérités singulières. La rhétorique use ainsi de l'argumentation alors que la logique use de la démonstration. C'est pourquoi la rhétorique est, chez Aristote, le moyen propre au débat et à la réflexion dans la vie politique, la polis, tandis que la logique, opératoire dans la science, est inefficace et même nuisible dans la vie politique. La Rhétorique forme ainsi l'articulation pratique, dans l'œuvre d'Aristote, entre la Politique, les Éthiques, et la Logique. Elle explique comment et pourquoi l’homme, animal doué de raison et qui parle (en grec ces deux qualités se nomment simplement le λόγος), utilise efficacement la parole pour parfaire, dans la polis, sa nature.

## Contexte historique
Le contexte de l'Athènes classique favorisait la prise de parole publique et l'art de la persuasion. Dans les années -350, lorsque Aristote aborde sa Rhétorique, la rhétorique a déjà plus d'un siècle d'histoire. La maîtrise de l'éloquence est devenue rapidement « un enjeu de pouvoir », tandis que la rhétorique envisagée comme un discours portant sur le discours et sa pratique est née en même temps que la démocratie. 

### Contexte politique
Sur trente mille citoyens athéniens en droit de participer à la vie politique, plus de 20 % venait assister aux réunions de l'Assemblée. Le concept de démocratie directe impliquait par ailleurs que les plus pauvres touchent une indemnité par séance pour suppléer à la perte sèche d'une journée de travail. En revanche, les rhéteurs les plus influents étaient moins de vingt en même temps.   

### Contexte judiciaire
Les membres du tribunal du peuple étaient tirés au sort. De même, le processus excluait l'intervention de spécialistes (comme un avocat), obligeant chacun à se défendre lui-même. Pierre Chiron qualifie d'« immense » l'expérience des Athéniens en matière d'éloquence politique et judiciaire[Où ?]. De plus, le jury votait sans concertation, ce qui favorisait une "écoute active des discours"

### Discours de cérémonie
Les Athéniens étaient aussi amenés, régulièrement, à écouter des discours de cérémonie dont la fonction de souder la conscience collective était idéologique. Aristote qualifie ce genre, après le délibératif et le judiciaire, de discours épidictique.

## Les trois types de discours selon Aristote
Aristote, en distinguant trois types d'auditeurs, distinguait ainsi trois genres rhétoriques, chacun trouvant à s'adapter à l'auditeur visé et visant un certain type d'effet social : 
- le discours délibératif ou politique
- le discours judiciaire
- le discours épidictique (ou démonstratif)

Le délibératif s'adresse au politique et son objectif est de pousser à la décision et à l'action (a pour fin le bien); le judiciaire s'adresse au juge et vise l'accusation ou la défense ; le démonstratif fait l'éloge ou le blâme d'une personne (a pour fin le beau, en terme actuel : la valeur).
À chaque discours s'accorde une série de techniques et un temps particulier : le passé pour le discours judiciaire (puisque c'est sur des faits accomplis que porte l'accusation ou la défense), le futur pour le délibératif, enfin présent essentiellement mais aussi passé et futur pour le démonstratif.

## Rhétorique et dialectique
La rhétorique s'appuie toujours sur des preuves. La preuve est ainsi une démonstration, car si nous admettons une preuve comme vraie, c'est nécessairement qu'il y a eu démonstration au préalable. La rhétorique vise donc à établir le vrai et le juste. La rhétorique opère donc comme la dialectique : son but n'est pas tant de persuader que de voir l'état probable des choses par rapport à chaque question.
Aristote distingue ensuite deux types de preuves :
1. les preuves indépendantes ou externes (antheknaî) qui sont toutes celles qui ne sont pas fournies par l'orateur, mais préexistent à son action, comme les témoignages.
2. les preuves dépendantes ou internes (euteknaî) qui  sont toutes celles qu'il est possible de réunir grâce à la rhétorique et propres au savoir et au talent de l'orateur.

L'orateur doit donc tirer parti des premières, et trouver les secondes. Les preuves dépendantes sont elles-mêmes de trois sortes :
- les premières résident dans le caractère moral de l'orateur qui doit inspirer confiance;
- les secondes tiennent à la disposition d'esprit des auditeurs;
- les troisièmes relèvent du caractère persuasif du discours en lui-même, lorsque l'orateur démontre la vérité d'une proposition.

Les moyens de la démonstration qui valent pour chaque discours : le judiciaire a le syllogisme rhétorique ou enthymème comme instrument principal, le délibératif privilégie l'exemple et l'épidictique enfin met en avant l'amplification.

## La nature de la justice
La Rhétorique traite également de sujets philosophiques. Aristote s’intéresse à la question de la loi, de la justice et du droit. La question est donc de savoir si la justice se réduit à la légalité. Il distingue deux acceptions possibles de la justice : la loi particulière et la loi commune. La première est la loi propre à un peuple alors que la seconde est celle universelle aux hommes et aux communautés, en dépit d'un certain relativisme. Aristote la nomme aussi la loi naturelle (en la distinguant toutefois des lois physiques, il s'agit de la loi humaine). L’existence d’un principe de justice supérieur aux lois positives, qu’il appelle la « loi commune » ou le « droit naturel » et qu’il considère comme universellement partagé par les êtres humains [pas clair]. Aristote prend comme exemple Sophocle et Empédocle.

## Études et commentaires surLa Rhétorique
- Pierre Pellegrin (dir.) (trad. du grec ancien par Pierre Chiron), Aristote : Œuvres complètes, Paris, Éditions Flammarion, 2014, 2923 p. (ISBN 978-2-08-127316-0), « Rhétorique ».
- Pierre Chiron (Introduction, traduction, notes, bibliographie et index par Pierre Chiron), Aristote.  Rhétorique, Paris, Flammarion, 2007, 570 p. (lire en ligne)
- Donnet Daniel, « Pierre Chiron, Aristote. Rhétorique. Introduction, traduction, notes, bibliographie et index par P. C. », L'Antiquité classique, no 78,‎ 2009, p. 287-288 (lire en ligne)
- Gilles Declercq, « Politique du paradigme : argumentation et fiction dans la Rhétorique d’Aristote », Études françaises, vol. 36, no 1,‎ 2000, p. 49-74 (lire en ligne)
- (en) Eugene Garver dans Aristotle's Rhetoric. An Art of Character étudie en quoi Aristote fait de la rhétorique un art citoyen au service de la démocratie.
- (en) L.A. Arnhart, Aristotle on Political Reasoning : : A Commentary on the "Rhetoric"., DeKalb : Northern Illinois University Press, 1981
- (en) E.M.C. Cope, The Rhetoric of Aristotle, with Commentary, vol. 3, J.E. Sandys, Cambridge, 1877
- (en) W.M.A.G. Grimaldi, Aristotle, Rhetoric I. A Commentary, vol. 1, New York (Fordham University Press), 1980
- (en) W.M.A.G. Grimaldi, Aristotle, Rhetoric II. A Commentary, vol. 1, New York (Fordham University Press), 1988

### Wikisource
- La Rhétorique